# Karl-Magnus Amell
Karl-Magnus Amell (* 1930) ist ein ehemaliger schwedischer Radrennfahrer und nationaler Meister im Radsport.

## Sportliche Laufbahn
Amell wurde 1953 schwedischer Meister im Einzelzeitfahren. Im selben Jahr gewann er die Meisterschaft im Mannschaftszeitfahren. Dabei wurden damals die Zeiten der besten drei Fahrer eines Vereins im Einzelzeitfahrens über 50 Kilometer addiert und so die Meister ermittelt. 1956 wurde er beim Sieg von Aurelio Cestari Dritter der Slowakei-Rundfahrt. Die Internationale Friedensfahrt fuhr er viermal, sein bestes Ergebnis hatte er 1955 mit dem 4. Platz in der Gesamteinzelwertung. Amell war im Peloton insofern eine Ausnahmeerscheinung, da er zu den wenigen Fahrern gehörte, die stark kurzsichtig waren, seine starken Brillengläser waren so etwas wie sein Markenzeichen. Ungewöhnlich war er auch, dass er Leistungssportler und Raucher war.